# 全国高等学校野球選手権埼玉大会
全国高等学校野球選手権埼玉大会（ぜんこくこうとうがっこうやきゅうせんしゅけんさいたまたいかい）は、埼玉県で開催されている全国高等学校野球選手権大会の地方大会。第80回記念大会より、大会回数の下1桁が0の記念大会時（10年に1度）のみ、2ブロックに分けて行う（第80回記念大会は東埼玉と西埼玉、第90回・第100回記念大会は南埼玉と北埼玉）。

## 概要
春の県大会でベスト16以上の結果を残した高校には、本大会ではシード権を得る。区分はAシード(第1・第2シードに相当)、Bシード(第3・第4シードに相当)、Cシード(第5 - 第8シードに相当)、Dシード(第9 - 第16シードに相当)に分かれ、順に決勝へ勝ち進んだ2校、ベスト4の2校、ベスト8の4校、ベスト16の8校がそれぞれ割り振られる。
開会式は毎年午前11時から開始され、入場行進では埼玉栄高校吹奏楽部が演奏する（2024年より。ただし、式典の演奏はCD音源を使用。なお、2023年までは浦和学院が担当した）。埼玉県内の高校が前回の選手権または当年の選抜で優勝した場合は、選手入場後に優勝旗が披露される。開始直前には、埼玉県六校応援団連盟の加盟校を中心とした応援団の団旗掲揚が行われる。
優勝校には優勝旗、表彰状、優勝盾、メダルが、準優勝校には表彰状、準優勝盾、メダルが贈られる。優勝旗は、翌年の大会の開会式での返還時にレプリカが贈られる。2013年（第95回）から準決勝と決勝で球速を表示している。
2015年（第97回）からは、選手・応援団・観客の熱中症予防対策として一定イニングごとに給水のための休憩時間となる「給水タイム」を実施している。2019年（第101回大会）までは3イニングごとに給水のための休憩とグラウンド整備を行ったが、2021年（第103回）からグラウンド整備は5回終了後に戻し、3回・7回終了後（5回終了後も含む）に給水のための休憩を行なっている。また、攻撃時間が20分を超えた場合も、給水タイムが入ることにしている。この取り組みは全国的に注目され、各地の地方大会で同様の制度が導入されることになった。そして2018年（第100回）に、「大会本部の判断により、熱中症・暑熱対策のための休憩時間をとることができる」として本大会で給水タイムを設けることが初めて認められ、1試合のみ（折尾愛真対日大三戦）で給水タイムが行われた。その後、本大会は2023年（第105回）に、「クーリングタイム」の名称で原則的に5回終了後に実施することとなった。
2024年（第106回）より、これまで決勝のみ（あるいは準決勝以降とした事もあり）で実施していた勝利校の校歌演奏を全試合で実施する事となった（校旗掲揚は従前通り決勝のみ）。 前年まで使用する球場の音響設備に差があるために1回戦からの実施は不可能だったが、県高野連の要請を受けて各球場の設備改修等が進み、技術的な問題もクリアしたために、全ての加盟校から校歌の音源データ（原則1番のみ）を収集した。なお、連合チームで出場する高校に対する特例措置として、 勝利した場合は大会歌「栄冠は君に輝く」を歌うか特定の高校の校歌（主将または監督が在籍する高校の校歌が想定されている）を歌うかを、チームで事前に選択することができる事にしている。また、各試合前のノックでのBGMとして校歌を流している。

## 沿革
埼玉県勢は1921年（第7回）から参加。1925年（第11回）は不参加。1931年（第17回）から県予選を導入し、年によって県予選上位4校、上位2校、勝者（1校）が地方大会へ進出した。県レベルの大会にとどまった1941年（第27回）および一府県一代表が認められた1958年（第40回）、1963年（第45回）、1968年（第50回）、1973年（第55回）を除いて、1974年（第56回）まで他県勢と代表の座を懸けて戦った。
1975年（第57回）から単独代表となり、1998年（第80回）は東西2代表、2008年（第90回）および2018年（第100回）は南北2代表となった。
| 年度                                | 参加県                       |
| ----------------------------------- | ---------------------------- |
| 関東大会                            |                              |
| 1921年（第7回） - 1923年（第9回）   | 茨城・栃木・群馬・埼玉・千葉 |
| 1924年（第10回）                    | 栃木・群馬・埼玉・千葉       |
| 北関東大会                          |                              |
| 1926年（第12回） - 1935年（第21回） | 栃木・群馬・埼玉             |
| 南関東大会                          |                              |
| 1936年（第22回） - 1947年（第29回） | 埼玉・千葉・神奈川           |
| 1948年（第30回） - 1957年（第39回） | 埼玉・千葉                   |
| 西関東大会                          |                              |
| 1959年（第41回） - 1974年（第56回） | 埼玉・山梨                   |

### 記念大会における地区割り

#### 1998年（第80回）
第80回では、出場枠が2つ与えられたのを受けて、東埼玉と西埼玉に分かれて開催した。浦和市、大宮市、与野市、川口市、蕨市、鳩ヶ谷市、戸田市、上尾市、桶川市、北本市、草加市、八潮市、三郷市、越谷市、吉川市、春日部市、岩槻市、蓮田市、久喜市、幸手市、加須市、羽生市、北足立郡、北埼玉郡、南埼玉郡、北葛飾郡を東埼玉、それ以外の地域を西埼玉とした。

#### 2008年（第90回）・2018年（第100回）
埼玉では、南部と東部に有力校が多く、第80回大会は神奈川と同様に東高西低であった。こうした事から、第90回では、南部と西部を南埼玉、東部と北部を北埼玉としてブロック分けして戦力を分散した。さいたま市、川口市、蕨市、鳩ヶ谷市、戸田市、新座市、志木市、朝霞市、和光市、川越市、入間市、所沢市、飯能市、狭山市、坂戸市、ふじみ野市、日高市、富士見市、鶴ヶ島市、入間郡（三芳町・毛呂山町・越生町）を南埼玉、それ以外の地域を北埼玉とした。第100回も第90回でのブロック分けを踏襲することになった。

## 使用される球場
※使用球場に命名権が付いている場合は、正式名称と併記する。

### 現在
- 埼玉県営大宮公園野球場

メイン球場として全期間で使用され、開閉会式と準決勝以降の全試合が行われる。この球場での試合はテレビ埼玉（全日程）で放映される。第102回大会の中止に伴う代替大会では地区決勝まで試合が行われた。
- さいたま市営大宮球場（レジデンシャルスタジアム大宮）

準々決勝まで試合が行われる。この球場での試合も県内ケーブルテレビ（5回戦まで）、テレビ埼玉（準々決勝）で放映される。地理的に県営大宮公園球場に近い。第102回大会の中止に伴う代替大会では使用されなかった。
- 上尾市民球場（UDトラックス上尾スタジアム）

通常は5回戦、記念大会は準々決勝まで試合が行われる。第102回大会の中止に伴う代替大会ではテレビ埼玉（地区決勝など）で放映された。
- さいたま市営浦和球場（アイル・スタジアム浦和）

4回戦まで試合が行われる（2022年より。2021年までは3回戦まで試合が行われた）。
- 熊谷公園球場（おふろcafé ハレニワスタジアム熊谷）

通常は4回戦（2022年より。2021年までは3回戦）、記念大会は4回戦まで試合が行われる。
- 朝霞市営球場

通常は2回戦（2022年より。2021年までは3回戦）、記念大会は4回戦まで試合が行われる。
- 越谷市民球場

通常は2回戦、記念大会は4回戦まで試合が行われる。
- 川口市営球場

2回戦まで試合が行われる。
- 所沢航空公園球場（2007年 - ）

4回戦まで試合が行われる（2022年より。2019年までは2回戦、2021年は3回戦まで試合が行われた）。

### 第102回大会の中止に伴う代替大会で使用された球場
- 幸手ひばりヶ丘球場

東部地区の試合が行われた。
- 本庄市民球場（ケイアイスタジアム）

北部地区の試合が行われた。
- 北本総合公園野球場（ヒートベアーズ北本スタジアム）

北部地区の試合が行われた。

### 過去
- 西武ライオンズ球場（現：ベルーナドーム）（1981年 - 1991年）

1981年に県営大宮球場に代わり開会式を開催。翌年からメイン会場として開閉会式や決勝戦などを開催。県営大宮球場の改修工事終了に伴い1991年でメイン会場の役割を終えた。なお、第102回大会の中止に伴う代替大会では県トーナメント準決勝・決勝が行われた。
- さいたま市岩槻やまぶきスタジアム（ - 2013年）
- 春日部牛島球場（ - 2004年）
- 飯能市民球場（ - 2006年）第102回大会の中止に伴う代替大会では西部地区の試合が行われた。
- 川越初雁球場（ - 2019年）通常時は2回戦、記念大会時は3回戦までの試合が行われた。第102回大会の中止に伴う代替大会でも使用されなかった。

## 歴代代表校
| 年度                  | 県勢参加 | 代表校（出場回数）         | 決勝スコア                 | 準優勝校     | 全国大会      |
| --------------------- | -------- | -------------------------- | -------------------------- | ------------ | ------------- |
| 関東大会              |          |                            |                            |              |               |
| 1921年（第7回大会）   | 2校      | 竜ヶ崎中（茨城）           | 10-1                       | 茨城商       | -             |
| 1922年（第8回大会）   | 2校      | 竜ヶ崎中（茨城）           | 9x-8                       | 大田原中     | -             |
| 1923年（第9回大会）   | 1校      | 宇都宮商（栃木）           | 7-5                        | 千葉中       | -             |
| 1924年（第10回大会）  | 1校      | 宇都宮中（栃木）           | 4x-3 （延長11回）          | 前橋中       | -             |
| 1925年（第11回大会）  | なし     | 前橋中（群馬）             | 13-3                       | 茨城商       | -             |
| 北関東大会            |          |                            |                            |              |               |
| 1926年（第12回大会）  | 3校      | 前橋中（群馬）             | 5（棄権）3 （7回コールド） | 宇都宮中     | -             |
| 1927年（第13回大会）  | 6校      | 桐生中（群馬）             | 2x-1 （延長11回）          | 高崎中       | -             |
| 1928年（第14回大会）  | 6校      | 前橋中（群馬）             | 6-3                        | 桐生中       | -             |
| 1929年（第15回大会）  | 6校      | 前橋商（群馬）             | 4-1                        | 前橋中       | -             |
| 1930年（第16回大会）  | 10校     | 桐生中（群馬）             | 5-3                        | 高崎商       | -             |
| 1931年（第17回大会）  | 12校     | 桐生中（群馬）             | 17-4                       | 烏山中       | -             |
| 1932年（第18回大会）  | 13校     | 高崎商（群馬）             | 4-2                        | 高崎中       | -             |
| 1933年（第19回大会）  | 13校     | 栃木中（栃木）             | 2-0                        | 桐生中       | -             |
| 1934年（第20回大会）  | 14校     | 桐生中（群馬）             | 16-8                       | 前橋中       | -             |
| 1935年（第21回大会）  | 13校     | 桐生中（群馬）             | 6-0                        | 前橋中       | -             |
| 南関東大会            |          |                            |                            |              |               |
| 1936年（第22回大会）  | 13校     | 千葉中（千葉）             | 4x-3                       | 横浜商       | -             |
| 1937年（第23回大会）  | 13校     | 浅野中（神奈川）           | 11-0                       | 神奈川商工   | -             |
| 1938年（第24回大会）  | 12校     | 浅野中（神奈川）           | 1x-0                       | 関東中       | -             |
| 1939年（第25回大会）  | 12校     | 千葉商（千葉）             | 4-3                        | 関東中       | -             |
| 1940年（第26回大会）  | 13校     | 千葉商（千葉）             | 3-0                        | 大宮工       | -             |
| 1941年（第27回大会）  | 13校     | 大宮工（出場なし）         | 4-3                        | 川越中       | （中止）      |
| 1946年（第28回大会）  | 18校     | 成田中（千葉）             | 5-4                        | 横浜商       | -             |
| 1947年（第29回大会）  | 29校     | 成田中（千葉）             | 7-0                        | 川崎中       | -             |
| 1948年（第30回大会）  | 36校     | 成田（千葉）               | 1-0                        | 本庄         | -             |
| 1949年（第31回大会）  | 38校     | 熊谷（初出場）             | 5-3                        | 千葉         | 1回戦         |
| 1950年（第32回大会）  | 40校     | 千葉一（千葉）             | 6-1                        | 安房一       | -             |
| 1951年（第33回大会）  | 35校     | 熊谷（2年ぶり2回目）       | 5-3                        | 佐原一       | 準優勝        |
| 1952年（第34回大会）  | 34校     | 成田（千葉）               | 6-5                        | 川越工       | -             |
| 1953年（第35回大会）  | 34校     | 千葉一（千葉）             | 4x-3                       | 深谷商       | -             |
| 1954年（第36回大会）  | 35校     | 千葉商（千葉）             | 6-0                        | 浦和商       | -             |
| 1955年（第37回大会）  | 34校     | 成田（千葉）               | 5-3                        | 鴻巣         | -             |
| 1956年（第38回大会）  | 34校     | 千葉商（千葉）             | 8-3                        | 銚子商       | -             |
| 1957年（第39回大会）  | 35校     | 大宮（初出場）             | 5-2                        | 成田         | ベスト4       |
| 埼玉大会              |          |                            |                            |              |               |
| 1958年（第40回大会）  | 36校     | 大宮（2年連続2回目）       | 6-0                        | 川越         | 1回戦         |
| 西関東大会            |          |                            |                            |              |               |
| 1959年（第41回大会）  | 38校     | 川越（初出場）             | 2-1                        | 甲府工       | 2回戦         |
| 1960年（第42回大会）  | 40校     | 大宮（2年ぶり3回目）       | 6-5                        | 甲府工       | ベスト8       |
| 1961年（第43回大会）  | 41校     | 甲府一（山梨）             | 7-6                        | 甲府工       | -             |
| 1962年（第44回大会）  | 42校     | 甲府工（山梨）             | 3-2                        | 上尾         | -             |
| 埼玉大会              |          |                            |                            |              |               |
| 1963年（第45回大会）  | 45校     | 大宮（3年ぶり4回目）       | 6-3                        | 大宮商       | 2回戦         |
| 西関東大会            |          |                            |                            |              |               |
| 1964年（第46回大会）  | 50校     | 熊谷商工（初出場）         | 1-0                        | 甲府商       | ベスト8       |
| 1965年（第47回大会）  | 50校     | 熊谷商工（2年連続2回目）   | 6-5                        | 大宮工       | 2回戦         |
| 1966年（第48回大会）  | 54校     | 甲府工（山梨）             | 1-0                        | 上尾         | -             |
| 1967年（第49回大会）  | 55校     | 大宮（4年ぶり5回目）       | 2-1                        | 大宮工       | 1回戦         |
| 埼玉大会              |          |                            |                            |              |               |
| 1968年（第50回大会）  | 56校     | 大宮工（初出場）           | 1-0                        | 大宮         | 2回戦         |
| 西関東大会            |          |                            |                            |              |               |
| 1969年（第51回大会）  | 57校     | 川越工（初出場）           | 3-2                        | 深谷商       | 1回戦         |
| 1970年（第52回大会）  | 57校     | 熊谷商（5年ぶり3回目）     | 2-1                        | 塩山商       | ベスト8       |
| 1971年（第53回大会）  | 61校     | 深谷商（初出場）           | 3-0                        | 熊谷商       | 1回戦         |
| 1972年（第54回大会）  | 62校     | 峡南（山梨）               | 2-1                        | 熊谷商       | -             |
| 埼玉大会              |          |                            |                            |              |               |
| 1973年（第55回大会）  | 65校     | 川越工（4年ぶり2回目）     | 7-2                        | 熊谷商       | ベスト4       |
| 西関東大会            |          |                            |                            |              |               |
| 1974年（第56回大会）  | 66校     | 上尾（初出場）             | 6-4                        | 塩山商       | 2回戦         |
| 埼玉大会              |          |                            |                            |              |               |
| 1975年（第57回大会）  | 70校     | 上尾（2年連続2回目）       | 5-1                        | 川口工       | ベスト4       |
| 1976年（第58回大会）  | 75校     | 所沢商（初出場）           | 4-1                        | 上尾         | 2回戦（初戦） |
| 1977年（第59回大会）  | 78校     | 川口工（初出場）           | 2-1                        | 熊谷商       | 2回戦（初戦） |
| 1978年（第60回大会）  | 83校     | 所沢商（2年ぶり2回目）     | 4-2                        | 立教         | 2回戦         |
| 1979年（第61回大会）  | 91校     | 上尾（4年ぶり3回目）       | 1-0                        | 川越工       | 1回戦         |
| 1980年（第62回大会）  | 99校     | 熊谷商（10年ぶり4回目）    | 7-2                        | 川口工       | 1回戦         |
| 1981年（第63回大会）  | 116校    | 熊谷商（2年連続5回目）     | 5x-4                       | 上尾         | 3回戦         |
| 1982年（第64回大会）  | 128校    | 熊谷（31年ぶり3回目）      | 3-1                        | 市立川口     | 2回戦         |
| 1983年（第65回大会）  | 138校    | 所沢商（5年ぶり3回目）     | 8-5                        | 大宮東       | 1回戦         |
| 1984年（第66回大会）  | 146校    | 上尾（5年ぶり4回目）       | 8-2                        | 松山         | 2回戦         |
| 1985年（第67回大会）  | 150校    | 立教（初出場）             | 11-5                       | 川越工       | 2回戦         |
| 1986年（第68回大会）  | 154校    | 浦和学院（初出場）         | 8-5                        | 大宮工       | ベスト4       |
| 1987年（第69回大会）  | 157校    | 浦和学院（2年連続2回目）   | 9-1                        | 大宮東       | 2回戦（初戦） |
| 1988年（第70回大会）  | 160校    | 浦和市立（初出場）         | 7-1                        | 市立川口     | ベスト4       |
| 1989年（第71回大会）  | 162校    | 川越商（初出場）           | 2-0                        | 大宮南       | 2回戦（初戦） |
| 1990年（第72回大会）  | 163校    | 大宮東（初出場）           | 12-2                       | 浦和学院     | 1回戦         |
| 1991年（第73回大会）  | 162校    | 春日部共栄（初出場）       | 4-2                        | 聖望学園     | 1回戦         |
| 1992年（第74回大会）  | 163校    | 秀明（初出場）             | 7-4                        | 伊奈学園総合 | 1回戦         |
| 1993年（第75回大会）  | 165校    | 春日部共栄（2年ぶり2回目） | 5-2                        | 浦和学院     | 準優勝        |
| 1994年（第76回大会）  | 165校    | 浦和学院（7年ぶり3回目）   | 7-0                        | 春日部共栄   | 2回戦         |
| 1995年（第77回大会）  | 166校    | 越谷西（初出場）           | 1-0                        | 大宮東       | 2回戦         |
| 1996年（第78回大会）  | 163校    | 浦和学院（2年ぶり4回目）   | 6-2                        | 大宮東       | 2回戦（初戦） |
| 1997年（第79回大会）  | 165校    | 春日部共栄（4年ぶり3回目） | 1-0                        | 市立川口     | 3回戦         |
| 1998年（第80回大会）  | 東81校   | 埼玉栄（初出場）           | 4-1                        | 浦和学院     | 2回戦         |
| 1998年（第80回大会）  | 西86校   | 滑川（初出場）             | 1-0                        | 川越商       | 3回戦         |
| 1999年（第81回大会）  | 165校    | 聖望学園（初出場）         | 6-2                        | 浦和学院     | 2回戦（初戦） |
| 2000年（第82回大会）  | 164校    | 浦和学院（4年ぶり5回目）   | 2x-1                       | 春日部共栄   | 2回戦         |
| 2001年（第83回大会）  | 166校    | 花咲徳栄（初出場）         | 1-0                        | 春日部東     | 2回戦         |
| 2002年（第84回大会）  | 167校    | 浦和学院（2年ぶり6回目）   | 6-1                        | 坂戸西       | 2回戦         |
| 2003年（第85回大会）  | 168校    | 聖望学園（4年ぶり2回目）   | 3-0                        | 春日部共栄   | ベスト8       |
| 2004年（第86回大会）  | 165校    | 浦和学院（2年ぶり7回目）   | 6-2                        | 所沢商       | 2回戦         |
| 2005年（第87回大会）  | 164校    | 春日部共栄（8年ぶり4回目） | 5-4                        | 埼玉栄       | 1回戦         |
| 2006年（第88回大会）  | 162校    | 浦和学院（2年ぶり8回目）   | 4-0                        | 鷲宮         | 1回戦         |
| 2007年（第89回大会）  | 163校    | 浦和学院（2年連続9回目）   | 6-2                        | 本庄一       | 2回戦（初戦） |
| 2008年（第90回大会）  | 北78校   | 本庄一（初出場）           | 4-3                        | 上尾         | 2回戦         |
| 2008年（第90回大会）  | 南79校   | 浦和学院（3年連続10回目）  | 4-1                        | 立教新座     | 1回戦         |
| 2009年（第91回大会）  | 158校    | 聖望学園（6年ぶり3回目）   | 3-2                        | 埼玉栄       | 1回戦         |
| 2010年（第92回大会）  | 159校    | 本庄一（2年ぶり2回目）     | 3x-2                       | 花咲徳栄     | 1回戦         |
| 2011年（第93回大会）  | 159校    | 花咲徳栄（10年ぶり2回目）  | 2-1                        | 春日部共栄   | 1回戦         |
| 2012年（第94回大会）  | 157校    | 浦和学院（4年ぶり11回目）  | 4-0                        | 聖望学園     | 3回戦         |
| 2013年（第95回大会）  | 156校    | 浦和学院（2年連続12回目）  | 16-1                       | 川越東       | 1回戦         |
| 2014年（第96回大会）  | 156校    | 春日部共栄（9年ぶり5回目） | 7-2                        | 市立川越     | 2回戦         |
| 2015年（第97回大会）  | 157校    | 花咲徳栄（4年ぶり3回目）   | 5-2                        | 白岡         | ベスト8       |
| 2016年（第98回大会）  | 158校    | 花咲徳栄（2年連続4回目）   | 6-0                        | 聖望学園     | 3回戦         |
| 2017年（第99回大会）  | 156校    | 花咲徳栄（3年連続5回目）   | 5-2                        | 浦和学院     | 優勝          |
| 2018年（第100回大会） | 北74校   | 花咲徳栄（4年連続6回目）   | 4-1                        | 上尾         | 2回戦         |
| 2018年（第100回大会） | 南84校   | 浦和学院（5年ぶり13回目）  | 17-5                       | 川口         | ベスト8       |
| 2019年（第101回大会） | 152校    | 花咲徳栄（5年連続7回目）   | 11-2                       | 山村学園     | 2回戦（初戦） |
| 2020年（独自大会）    | 148校    | 狭山ヶ丘（出場なし）       | 5-2                        | 昌平         | （中止）      |
| 2021年（第103回大会） | 149校    | 浦和学院（3年ぶり14回目）  | 10-4                       | 昌平         | 2回戦（初戦） |
| 2022年（第104回大会） | 147校    | 聖望学園（13年ぶり4回目）  | 1-0                        | 浦和学院     | 2回戦         |
| 2023年（第105回大会） | 145校    | 浦和学院（2年ぶり15回目）  | 7-2                        | 花咲徳栄     | 1回戦         |
| 2024年（第106回大会） | 142校    | 花咲徳栄（5年ぶり8回目）   | 11-9 （延長10回TB）        | 昌平         | 1回戦         |
| 2025年（第107回大会） | 139校    | 叡明（初出場）             | 5-2                        | 昌平         | 1回戦         |

- 1941年は県予選のみ実施
- 参加校数は日本高野連の発表に基づき連合チームを1校としてカウント

## 令和2年度 夏季埼玉県高等学校野球大会
2020年に開催予定の第102回全国高等学校野球選手権大会が新型コロナウイルス感染症（COVID-19）の流行により、本大会と全国の地方大会が中止となった事に伴い、埼玉県内独自の代替大会として「令和2年度 夏季埼玉県高等学校野球大会」が8月8日から8月23日まで参加148チームで開催された。試合は7イニング制が適用された。
|          | 1 | 2 | 3 | 4 | 5 | 6 | 7 | R |
| -------- | - | - | - | - | - | - | - | - |
| 昌平     | 0 | 0 | 1 | 0 | 1 | 0 | 0 | 2 |
| 狭山ヶ丘 | 1 | 2 | 0 | 2 | 0 | 0 | X | 5 |

## テレビ・ラジオ中継
開会式と県営大宮公園球場で行われる試合（1回戦 - 決勝戦）はテレビ埼玉（通称・テレ玉）で生中継され、また決勝戦はNHKの（埼玉県ではNHK放送センターの放送対象地域のため）一部を除き関東ブロックでも放映される。ラジオでも2023年まで、NHKさいたまFMが決勝戦（2018年までは準決勝・決勝）を放送していた。

### テレビ埼玉での中継
テレビ埼玉では、県営大宮球場で行われる全試合を中継している。中継は開局直後の1979年に開始、2009年よりハイビジョン制作。オープニングのテーマ曲は岡宏が作曲。開局から変わらずに使用されており、現在は伊奈学園総合高校吹奏楽部が演奏しているものが使われている。2017年まではエンディングでも使用された。また、中継内での5秒テロップCM「応援スーパー」も中継開始から続けられている。
中継のほかには、夜に県営大宮球場と他球場のハイライト・試合結果などを報じるダイジェスト番組・「高校野球ダイジェスト」（1987年開始）を放送している。メインキャスターは、2015年から2018年まで室川慎也、2019年から2023年まで神田穣、2024年は中山翔貴が務め、2025年は雫石将克が務めている。
なお、2010年まで土・日は中央競馬ワイド中継を優先するため、16時までで放送が終了していたが、2011年のLIVE&REPORT 中央競馬中継は制作局がチバテレビに変更され、千葉大会の中継期間中は競馬中継を行わないため該当する期間の土・日は16時以降も中継された。但し2007年の決勝では、雨による中断により、放送終了までに決着がつかず一旦放送を打ち切り競馬中継を放送したが、高校野球を再度中継した。
2011年から、031チャンネル（テレ玉第1チャンネル）の中継枠終了後も試合が行われている場合は、地上デジタル放送のマルチ編成（032チャンネル・テレ玉第2チャンネル）を使用して中継する。（平日：最大延長17:45、2018年まで18:00、土・日曜：最大延長17:00）
2013年は、さいたま市営大宮球場で行われる5回戦・準々決勝の様子をダイジェストVTRを交えて現地から電話リポートを行った（県営大宮の各試合・5回終了後、上記ダイジェスト番組のキャスターが担当）。
2014年からはマルチ編成のテレ玉第2チャンネルを使い、準々決勝のさいたま市営大宮球場（レジデンシャルスタジアム大宮）で行われる試合を同時中継する。
2016年は髙橋彩音（AKB48 チーム8 埼玉県代表）が「応援リーダー」に就任し、ダイジェスト番組等に出演した。同年中継技術会社がテレテックからテレ玉関連会社のTAPが務めることになった（テレテックはそれ以降も技術スタッフを派遣している）。
実況担当アナウンサー
- 上野晃（1980年より担当。1983年より開会式・決勝を長年担当する）
- 大澤幹朗
- 加藤暁
- 矢野吉彦
- 山田泰三（2008年より担当）
- 小笠原聖（2014年より担当）
- 中田浩光（2011・2017・2021・2023年担当）
- 吉原完（2021・2023年担当）
- 木下貴道（2021・2023年担当）
- 寺島啓太（2022年より担当。埼玉ケーブルテレビ連盟制作の中継と兼任）
- 土井悠平（2023年担当）

過去
- 宮本賢一（2010年担当）
- 梅中悠介（2010年担当）
- 上野智広（2014 - 2019年担当。2020年は埼玉ケーブルテレビ連盟制作の中継を担当）
- 鈴木崇広（2017年担当）
- 田中雄介（2017 - 2019年担当）
- 波多江良一（2013年から2015年、2018・2021年担当。2016・2017年は埼玉ケーブルテレビ連盟制作の中継を担当）
- 堂前英男（2013・2020・2021年担当。2018年は埼玉ケーブルテレビ連盟制作の中継を担当）

2008年までは坂信一郎も担当していた。上野晃・小笠原・加藤・矢野は、ライオンズアワーにおいても実況をしている（矢野は2007年まではリポーターを担当していた）。また同時期に開催される都市対抗野球大会（上野晃・矢野・中田）や、千葉大会（小笠原・加藤・寺島）と掛け持ちしている者もいる。
2014年は実況担当アナウンサー1名が夜のダイジェスト番組の進行も行った（女性キャスター2名の内1名と組む。初日と最終日は3人で進行）。
ゲスト・解説
5回戦までは対戦するチームの野球部OBや副部長・教諭などのゲストを1名ずつ呼ぶ。開会式及び準決勝以降（2019年より。2013年以前と2018年は準々決勝以降）は県高野連の関係者が解説を務める。また、準々決勝（2019年より。2014年より2017年までは準々決勝以降）は中継カードのチームに敗退したチームの監督・部長（主に5回戦で敗退したチームから選ばれる）が解説を務める。
開局直後の1979年は俳優の森山周一郎がゲスト解説者として出演している。
インタビュー
準決勝で勝利校の監督、決勝で優勝校の監督・主将のインタビューを行う。2014年・2015年は波多江良一、2016年からはダイジェスト番組の女性キャスターが担当する（NHKとの共同インタビューとして行われる）。

### ケーブルテレビでの中継
埼玉県内のJ:COMが幹事社となり、埼玉ケーブルテレビ連盟に加盟する県内のケーブルテレビ局各社の共同制作で、さいたま市営大宮球場（レジデンシャルスタジアム大宮）で開催される1回戦から5回戦（2018年・2020年は1回戦から4回戦）を各社のコミュニティチャンネルで生中継する（2014年は県内のJ:COMで4・5回戦、2015 - 2017・2019年は3回戦から5回戦）。なお、映像・実況等は2019年までテレビ埼玉の協力を受けていた。2017年から2022年までは、中継する試合と他球場の試合結果を報じるダイジェスト番組も放送したが、2022年は中継した試合から1試合を選んでハイライトで放送した。2021年は予備日として予定されていた日に試合が組まれなかった場合は、これまで放送した試合を再放送（ダイジェスト番組も含む）した。